# Szczepanów (województwo wielkopolskie)
Szczepanów – wieś w Polsce położona w województwie wielkopolskim, w powiecie kolskim, w gminie Olszówka.
W latach 1975–1998 miejscowość położona była w województwie konińskim.

## Historia
W XIX lub na początku XX wieku we wsi powstał cmentarz ewangelicki, na którym do dziś zachowało się kilkanaście nagrobków. 
Najprawdopodobniej latach 20. XX wieku przy cmentarzu powstała jednonawowa kaplica z kamienia wapiennego i cegły. Po II wojnie światowej kaplica wykorzystywana była przez katolików, a następnie mieściła się w niej świetlica wiejska. Budynek został zniszczony w wyniku pożaru i od tego czasu popada w ruinę.